# 时光电台
《时光电台》（英語：Time FM）是2011年馬來西亞奇想影视制作的穿越处境喜剧。由陈凯旋、杨雁雁、王竣、谢佳见、黄明慧、秦雯彬、陈嘉健、叶清方、朱健美领衔主演。此剧为马来西亚首部以穿越为主题的电视剧。

## 剧情
《时光电台》讲述生活在2011年的年轻人柯俊雄（陈凯旋饰）因为一次阴差阳错之下，找了可以连接80年代和现代的时空出入口—一家古旧的厕所。从此，他开始每天早上回到80年代的“时光电台”上班，夜晚则再回到2011年生活。
1981年7月，马哈迪·莫哈末宣誓就任为第四任首相，马來西亚开始进入改革进步的时代。马哈迪当权之后，大力推展并提出新的政策方向与计划。上班不到一个月的时间，柯俊雄接到指示发布成立新闻组的通告；但这却是一则还未获得电台古董Lucky姐（杨雁雁饰）同意之前就发出通告。顶着80年代时尚妆容的夏蕾梦（秦雯彬饰）吓唬着初来报到的柯俊雄，说Lucky姐将用厉害手段对付他，而一旁电台资深广播员老智昌（叶清方饰）则乐观以对，柯俊雄也只好走一步看一步。

## 播出时间

### 首播
| 频道                | 所在地   | 播放日期      | 首播時间                 |
| ------------------- | -------- | ------------- | ------------------------ |
| ntv7                | 马来西亚 | 2011年4月28日 | 每逢星期四 23:00 - 23:30 |
| YouTube八度空间频道 | 全球     | 2020年7月9日  | 每日20:00上传1集         |

### 重播
| 频道 | 所在地   | 播放日期       | 播放時间                 |
| ---- | -------- | -------------- | ------------------------ |
| ntv7 | 马来西亚 | 2013年4月7日   | 每逢星期日 18:30 - 19:00 |
| ntv7 | 马来西亚 | 2017年10月14日 | 每逢星期六 13:30 - 15:30 |

## 演员阵容

### 主要演员
| 演员   | 角色        | 介绍 |
| 王竣   | 黄健华      | 华台长 时光电台台长兼创办人之一 Lucky姐之上司兼男友，与其进行地下恋情长达20年 柯欢、张家明、黄婉君、夏雷梦、刘智昌、油炸鬼之上司 于第10集因Lucky姐空中征婚而大吃干醋，并在众人面前公开与Lucky的恋人关系 |
| 杨雁雁 | Lucky姐     | 电台老古董 本名梁何媚 时光电台总经理兼创办人之一 管理节目部、广告部、宣传部、人力资源部 负责烹饪节目 黄健华之女友，与其进行地下恋情长达20年 柯欢、张家明、黄婉君、刘智昌、油炸鬼之上司 夏雷梦之上司兼情敌 于第10集与黄健华公开恋人关系 于第11集自责油炸鬼等人因福利不好而意图跳槽而辞职，后意外穿越到2011年 于第13集在2011年遇见柯欢而成功被其带回1981年 口头禅：Sikit sikit没礼貌（客家话）/ Sikit sikit... |
| 陈凯旋 | 柯俊雄/柯欢 | 电台新人 柯永潮、颜彩虹之子 时光电台新闻部助理，后转正成为时光电台DJ 黄婉君之同事，后为其男友 张家明之同事兼情敌并被其针对 于第1集意外穿越回到1981年，并成为时光电台助理，至此每日来回1981年和2011年 于第13集因穿越的关键厕所即将被维修而无法来回两个年代，决定向众人坦白身份，后因张家明不相信而冲入穿越通道而失去穿越的最后机会而逗留在1981年                                                              |
| 谢佳见 | 张家明      | Cikgu Cheong 时光电台DJ 黄健华、Lucky姐之下属 夏雷梦、油炸鬼、刘志智昌之同事 柯欢之情敌 负责教国语节目 |
| 黄明慧 | 黄婉君      | 广播玉女 时光电台DJ 柯欢之同事，后为其女友 张家明之同事 于第10集被Ah Seng骚扰 于第13集与柯欢交往 |
| 黄明慧 | Jane        | 一号电台DJ 2011年人物 与黄婉君长相极其相似 于第13集街头采访张家明，被其误认为黄婉君 |
| 秦雯彬 | 夏雷梦      | 夏姐姐、夏蕾梦 时光电台DJ 油炸鬼之同事，后为其女友 于第9集与油炸鬼交往 |
| 陈嘉健 | 油炸鬼      | 油腔滑调 时光电台广告销售员 夏雷梦之同事,后为其男友 于第11集怂恿夏雷梦和张家明跳槽 |
| 叶清方 | 刘智昌      | 老智昌 时光电台DJ 负责讲古佬节目及新闻播报 黄婉君、柯欢之师父 |
| 朱健美 | 小妞        | 时光电台打杂兼时光电台公会会长 张家明之同事并暗恋其 于第11集被大老板以削减人员为由辞退 于第12集因Lucky姐离职而复职，并暂代Lucky姐的职责 |

### 其他演员
| 演员   | 角色        | 介绍                  |
| 叶朝明 | Jack        | 2011年人物 一号电台DJ |
| 辛伟廉 | Richard Ang | Lucky姐追求者         |

## 奖项
| 颁奖典礼             | 獎項           | 入圍者         | 結果 |
| -------------------- | -------------- | -------------- | ---- |
| 2012年金视奖颁奖典礼 | 最受欢迎电视剧 |                | 提名 |
| 2012年金视奖颁奖典礼 | 最佳剧本       | 胡秀滢、王慧霞 | 提名 |
| 2012年金视奖颁奖典礼 | 最佳男配角     | 王竣           | 獲獎 |
| 2012年金视奖颁奖典礼 | 最佳女配角     | 杨雁雁         | 獲獎 |
| 2012年金视奖颁奖典礼 | 最佳新晋演员   | 陈凯旋         | 提名 |

## 轶事
- 《时光电台》故事背景设定为1981年，但每集会穿插30年来（1981年-2011年）马来西亚发生的重大事件，属于半架空背景。

### 备注
1. ↑  于第4、10集在对白中提及，此为译名
2. ↑  于此剧并无提及，续集《时光电台1970》里提及
3. ↑  电视播出片段被删，仅在剧情介绍里提及详细原因
4. ↑  以One FM电台DJ Jane客串分饰此角色
5. ↑  剧情介绍、以及扮演者秦雯彬皆将角色名字改为“夏蕾梦”，片头和演员列表为“夏雷梦”
6. ↑  以“One FM”DJ Jack客串演出

### 文獻
1. ↑  . 星洲日报.   [2011-04-13]. （原始内容存档于2021-08-02）.
2. ↑  . Youtube. （原始内容存档于2021-08-02）.

## 电视节目的变迁
| 马来西亚 ntv7 星期四 23:00 - 23:30 | 马来西亚 ntv7 星期四 23:00 - 23:30         | 马来西亚 ntv7 星期四 23:00 - 23:30 |
| ---------------------------------- | ------------------------------------------ | ---------------------------------- |
|                                    | 时光电台 （2011年4月28日 - 2011年7月21日） |                                    |
| 未知                               | 未知                                       |                                    |